# Ron Cooper (cầu thủ bóng đá Anh)
Ronald Cooper (28 tháng 8 năm 1938 – 13 tháng 4 năm 2018) là một cầu thủ bóng đá và huấn luyện viên bóng đá người Anh.

## Sự nghiệp
Sinh ra ở Peterborough, Cooper thi đấu ở vị trí hậu vệ cho Peterborough United và Stamford Town, trước khi dẫn dắt Bourne.